# بريما دونا

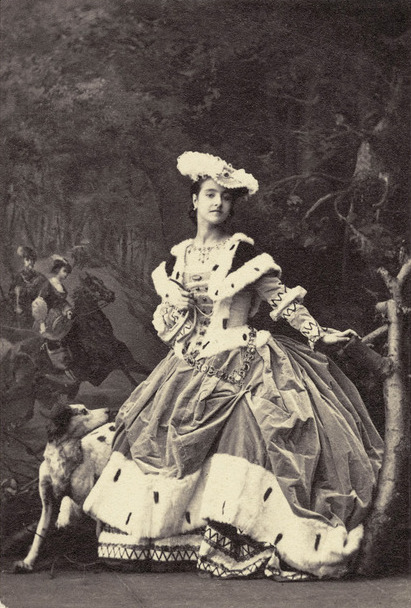

البريما دونا (بالإيطالية: Prima donna) في الأوبرا والكوميديا ديلارتي هي المغنية التي يُسند إليها الدور الرئيسي في العمل الفني، وتكون في العادة ـ ولكن ليس بالضرورة ـ مغنية من طبقة السوبرانو. يسمى الممثل الذي يسند إليه الدور الرئيسي "بريمو أومو"، ويكون في العادة من طبقة التينور.